# Менезес, Беатриса да Сильва
 Беатриса да Силва Менезиш  (порт. Santa Beatriz da Silva, 1424, Кампу-Майор или Сеута — 16 августа 1492, Толедо) — святая Римско-Католической церкви, монахиня, основательница женской монашеской конгрегации «Орден Непорочного Зачатия».

## Биография
Беатриса да Силва Менезиш родилась в португальской аристократической семье. Она была дочерью 1-го алкайда Кампу-Майора и Изабелы Менезиш, дочери Дона Педру ди Менезиш Протукарреро, 1-го графа Вилы-Реал и 2-го графа Вианы-ду-Алентежу. Беатриса да Силва Менезиш была сестрой блаженного францисканца Амадея Португальского.

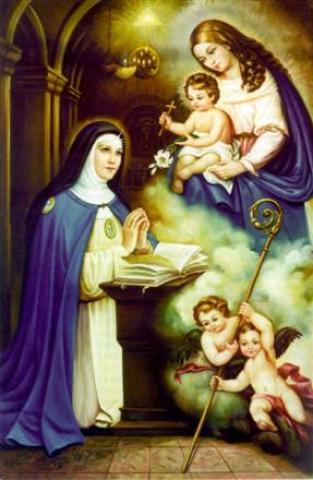
Откровения Беатрисы да Силва Менезиш, икона

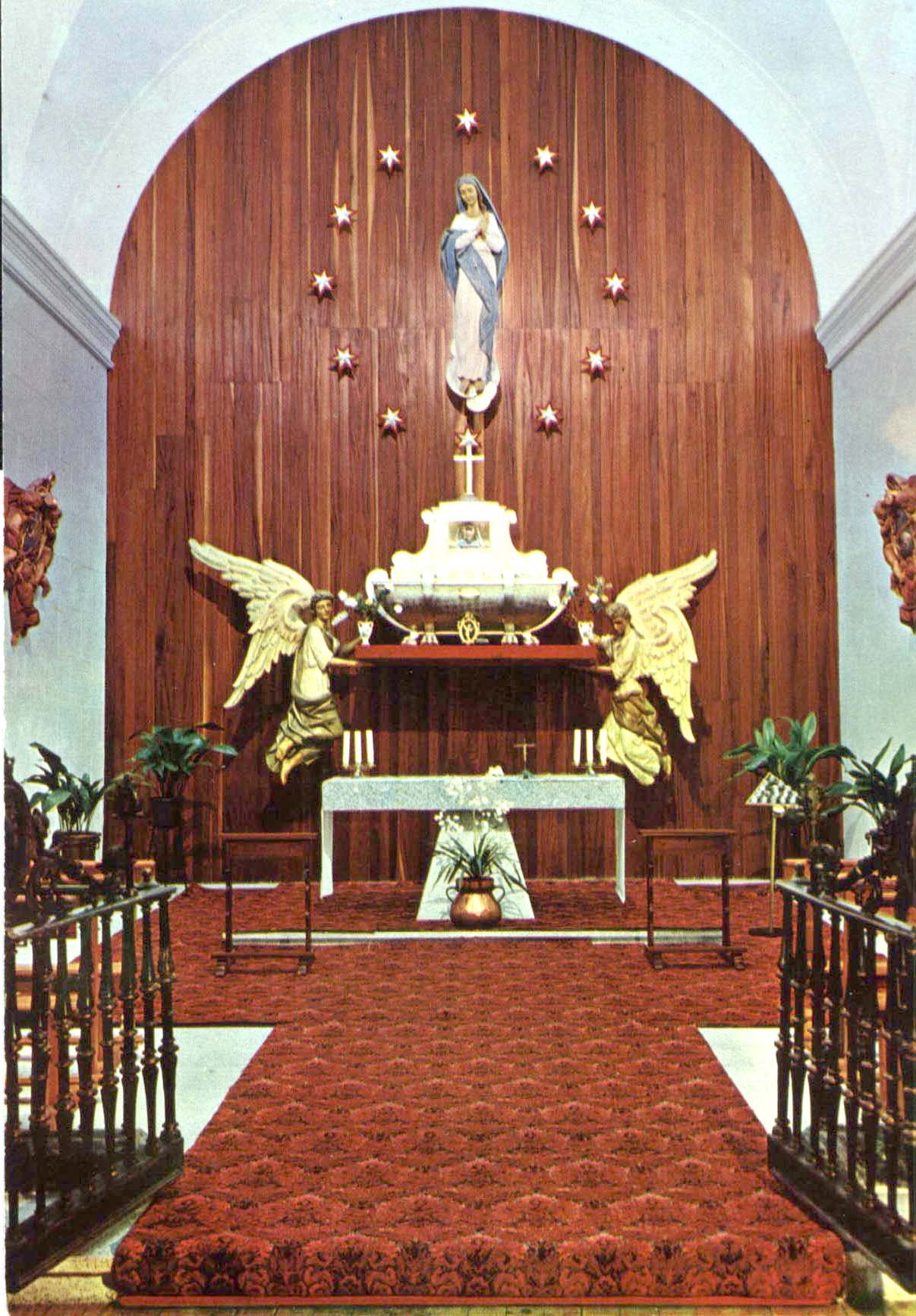
Алтарь с мощами святой Беатрисы да Силва Менезиш, францисканский монастырь, Толедо, Испания

Выросшая в замке принцессы Изабеллы Португальской (1428—1496) и дружившая с ней, Беатриса отправилась с ней в Испанию, где Изабелла вышла замуж за принца Хуана, ставшего позднее королём Кастилии и Леона. Беатриса обладала необычайной красотой и через некоторое время Изабелла стала ревновать её к своему мужу. Беатрисе пришлось из-за угроз и интриг со стороны своей бывшей подруги скрыться в женском доминиканском монастыре, где она провела следующие сорок лет своей жизни, не принимая монашеских обетов. В этом монастыре ей были видения Пресвятой Девы Марии. Вдохновлённая этими духовными откровениями, Беатриса основала в 1484 году отдельный монастырь, посвящённый Непорочному зачатию Пресвятой Девы Марии.
30 апреля 1489 года Беатриса да Силва Менезиш получила благословение Римского папы Иннокентия VIII, который выпустил буллу «Inter universa», разрешавшую основать новую женскую конгрегацию, посвящённую Непорочному зачатию Пресвятой Девы Марии и основанную на цистерцианском уставе. В 1501 году Римский папа Александр VI объединил конгрегацию, основанную Беатрисой да Силва Менезиш с женской монашеской бенедиктинской общиной в Сан-Педро-де-лас-Дуэньяс на основе монастырского правила святой Клары Ассизской. В 1511 году Римский папа Юлий II разрешил конгрегации сестёр Непорочного зачатия Пресвятой Девы Марии разработать собственный устав.
Второй монастырь конгрегации сестёр Непрочного зачатия Пресвятой Девы Марии был основан в 1507 году в городе Торриго. Монашеская конгрегация постепенно распространилась в Португалии, Испании, Италии и Франции.
Беатриса да Силва Менезиш умерла 9 августа 1492 года в Толедо.

## Прославление
Беатриса да Силва Менезиш была беатифицирована 28 июля 1926 года Римским Папой Пием XI и канонизирована 3 октября 1976 года Римским Папой Павлом VI.
В иконографии Беатриса да Силва Менезиш изображается в синей мантии, держащей в правой руке белые лилии.
День памяти в Католической Церкви — 17 августа.

## Источник
- Beatrix da Silva Meneses/Biographisch-Bibliographisches Kirchenlexikon (BBKL).
- B. Pandžić, Beatrice de Silva, in Dizionario degli istituti di perfezione, vol. I, Ed. Paoline, Milano, 1974, coll. 1155—1156.